# Carl Thiem

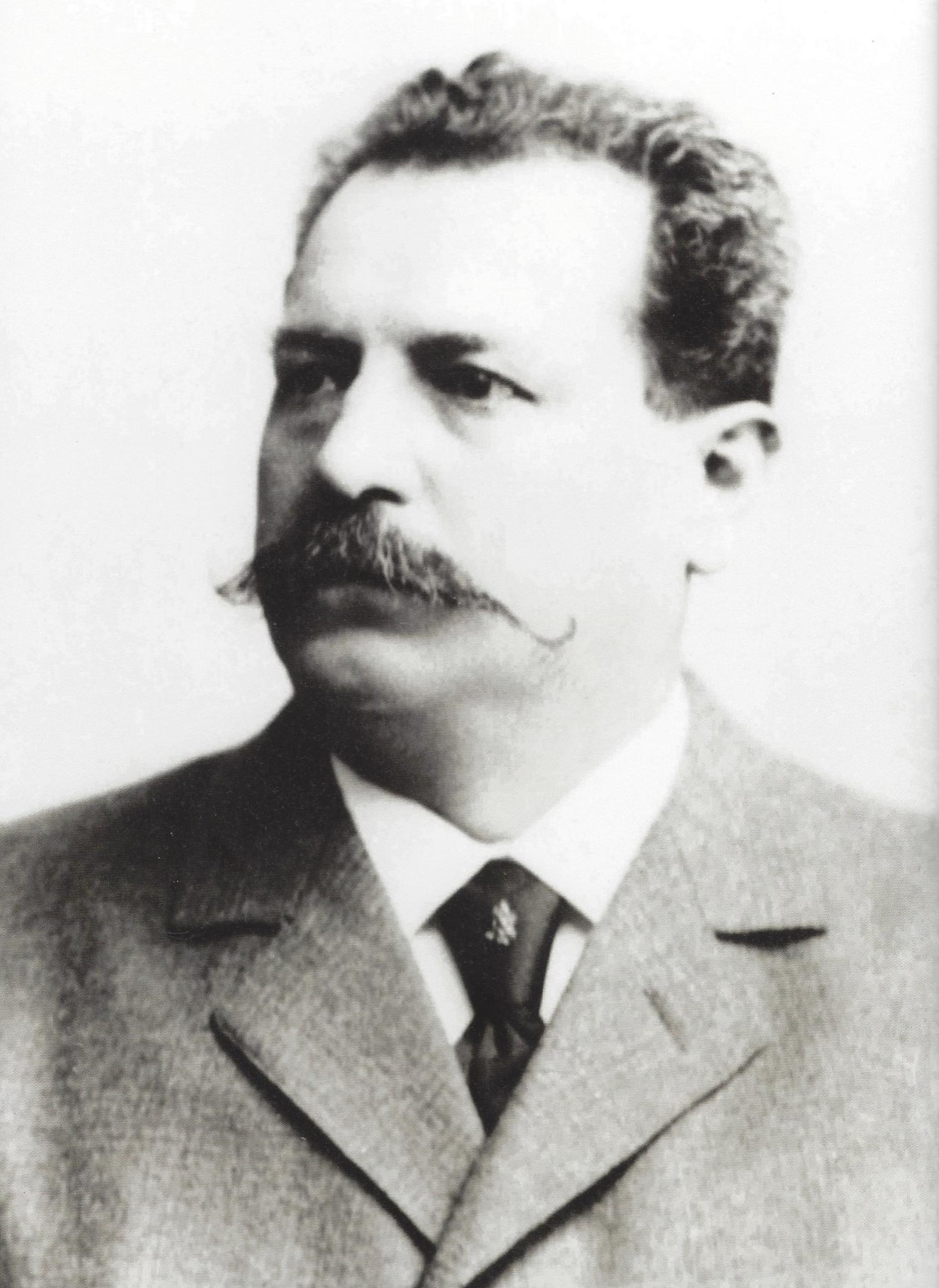
Carl Thiem

Carl Thiem (* 10. Oktober 1850 in Nikolschmiede, Kreis Sagan, Provinz Schlesien; † 7. September 1917 in Cottbus) war ein deutscher Chirurg, er gilt als Mitbegründer der Unfallchirurgie in Deutschland. Von seinen Zeitgenossen wurde er auch als der „Vater der Unfallheilkunde“ bezeichnet.

## Leben

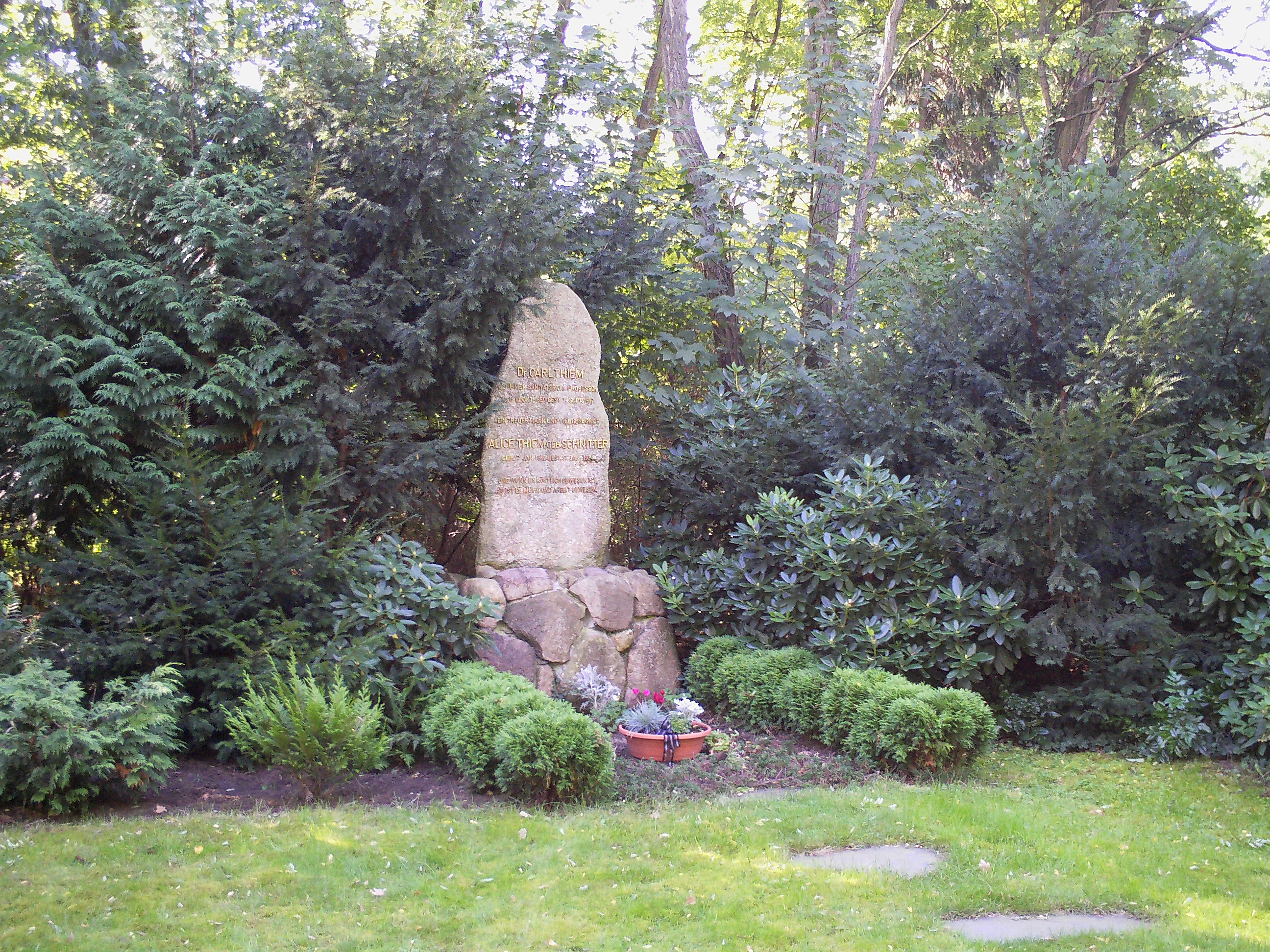
Thiems Grab

Carl Thiem wurde als Sohn eines Organisten und Lehrers geboren. Er verfasste 1898 das richtungsweisende „Handbuch der Unfallerkrankungen auf Grund ärztlicher Erfahrungen“. Er hatte auch über die Stadt- und Landesgrenzen hinaus einen guten Ruf als Spezialist auf dem Gebiet der Traumatologie. Nach ihm wurde das heutige Medizinische Universität Lausitz - Carl Thiem (ehemals Carl-Thiem-Klinikum Cottbus gGmbH) benannt, das als „Vereinigte Städtische und Thiemsche Heilanstalt“ am 1. April 1914 eröffnet wurde. Die Erfahrungen aus seiner Privatklinik an der Mühlenstraße (dem heutigen Wichernhaus) und dem Medico-Mechanischen Institut konnten dort ausgewertet werden. Daneben wird heute die Carl-Thiem-Medaille an verdiente Traumatologen verliehen. Thiem war Mitglied der Cottbusser Freimaurerloge Zum Brunnen in der Wüste und der Görlitzer Freimaurerloge Zur Morgenröte. Sein Grab befindet sich auf dem Cottbuser Südfriedhof.

## Schriften
- Handbuch der Unfallerkrankungen auf Grund ärztlicher Erfahrungen. Stuttgart 1898.